# Kaaster
Kaaster (Frans-Vlaams: Kaester, Frans: Caëstre) is een gemeente in de Franse Westhoek, in het Franse Noorderdepartement (Frans: département du Nord). De gemeente telde op 1 januari 2022 1.979 inwoners.

## Geschiedenis
Kaaster ligt aan een voormalige heerbaan die van Kassel naar Stegers (Estaires) liep. Het werd voor het eerst vermeld in 1174 als Castris, wat betrekking heeft op een Romeinse legerplaats, een castrum.
In de 17e eeuw was Karel Grimminck hier pastoor en kluizenaar.
Tijdens de Eerste Wereldoorlog werd het dorp grotendeels verwoest.

## Bezienswaardigheden
- De Sint-Omaarskerk (Église Saint-Omer)
- De Kapel der Drie Maagden (Chapelle des Trois Vierges)
- De Tempeliershoeve
- De Sint-Jozefmolen (Moulin de Saint-Joseph)
- De gemeente telt enkele begraafplaatsen met gesneuvelden uit hoofdzakelijk de Eerste Wereldoorlog:
  - Caestre Military Cemetery, met 195 gesneuvelden
  - Le Peuplier Military Cemetery, met 106 gesneuvelden
  - Ook de gemeentelijke Begraafplaats van Kaaster telt meer dan 30 Britse oorlogsgraven uit beide wereldoorlogen.

## Geografie
De oppervlakte van Kaaster bedroeg op 1 januari 2022 10,2 vierkante kilometer; de bevolkingsdichtheid was toen 194 inwoners per km².Kaaster ligt in het Houtland op een hoogte van 24-62 meter. Het dorp ligt op 38 meter hoogte.

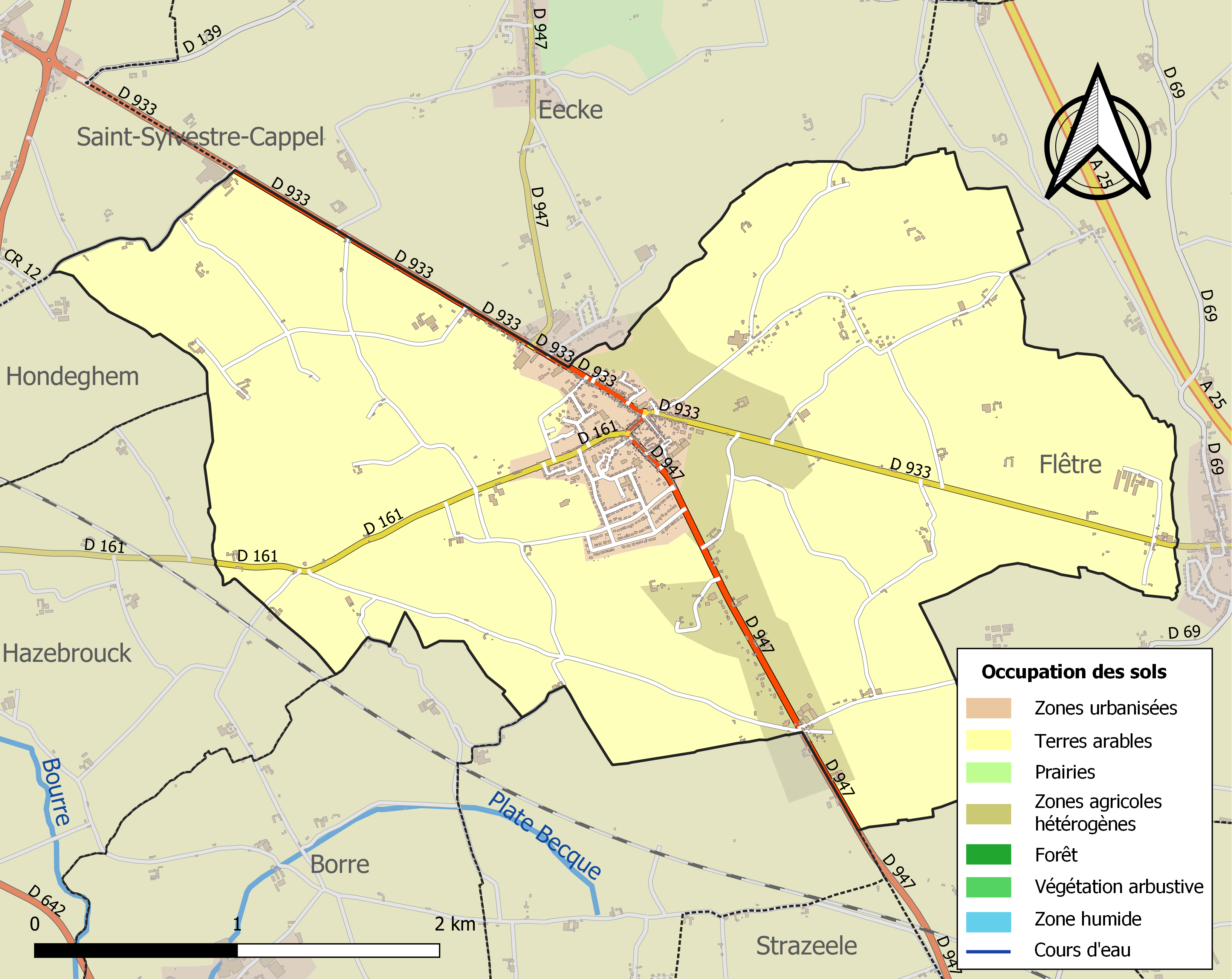
Kaart van de gemeente met belangrijkste infrastructuur, bodemgebruik en omliggende gemeenten

## Demografie
Onderstaande figuur toont het verloop van het inwonertal (bron: INSEE-tellingen).

## Nabijgelegen kernen
Flêtre, Eecke, Sint-Silvesterkappel, Hondegem, Hazebroek